# Švédský národní archiv
Národní archiv Švédska, známý též jako Švédský národní archiv (švédsky: Riksarkivet), představuje státní archivní instituci se sídlem ve Stockholmu, která funguje jako správní orgán podřízený ministerstvu kultury. Tato instituce zaujímá klíčovou roli v oblasti archivnictví ve Švédsku, a to jako nadřazený subjekt pro další státní archivy (landsarkiven). V čele tohoto úřadu stojí národní archivář (riksarkivarie).

## Historie
Národní archiv byl zřízen v roce 1618 za vlády krále Gustava II. Adolfa, přičemž založení inicioval jeho kancléř Axel Oxenstierna. Tento archiv byl vytvořen jako nezávislá instituce v rámci Královského kancléřství a jako státní archiv zaujímá význam, který přesahuje současné hranice Švédska. Obsahují archivní materiály z období, kdy bylo Švédsko významným aktérem v Pobaltí v 17. až 19. století.
Gadebuschovská sbírka, shromážděná historikem Thomasem Heinrichem Gadebuschem ve městě Greifswald, představuje největší soukromou sbírku dokumentů týkajících se dějin Pomořanska za švédské éry v oblasti Skandinávie. Mezi zajímavosti patří inventář dopisů od švédského polárního badatele Svena Hedina, dokumenty z jeho čínsko-švédské expedice a korespondenci od jeho vědeckých kolegů.
Inventář dopisů od Svena Hedina obsahuje kolem 50 000 dopisů systematicky uspořádaných abecedně podle země a odesílatele. Dalších až 30 000 dopisů je stále archivováno v neuspořádaném stavu. Národní archiv tedy zahrnuje rozsáhlou a cennou sbírku, která podporuje pochopení historie Švédska a jeho významné role v mezinárodních dějinách.
Archivní materiály jsou často přístupné online prostřednictvím archivačního serveru.

## Galerie

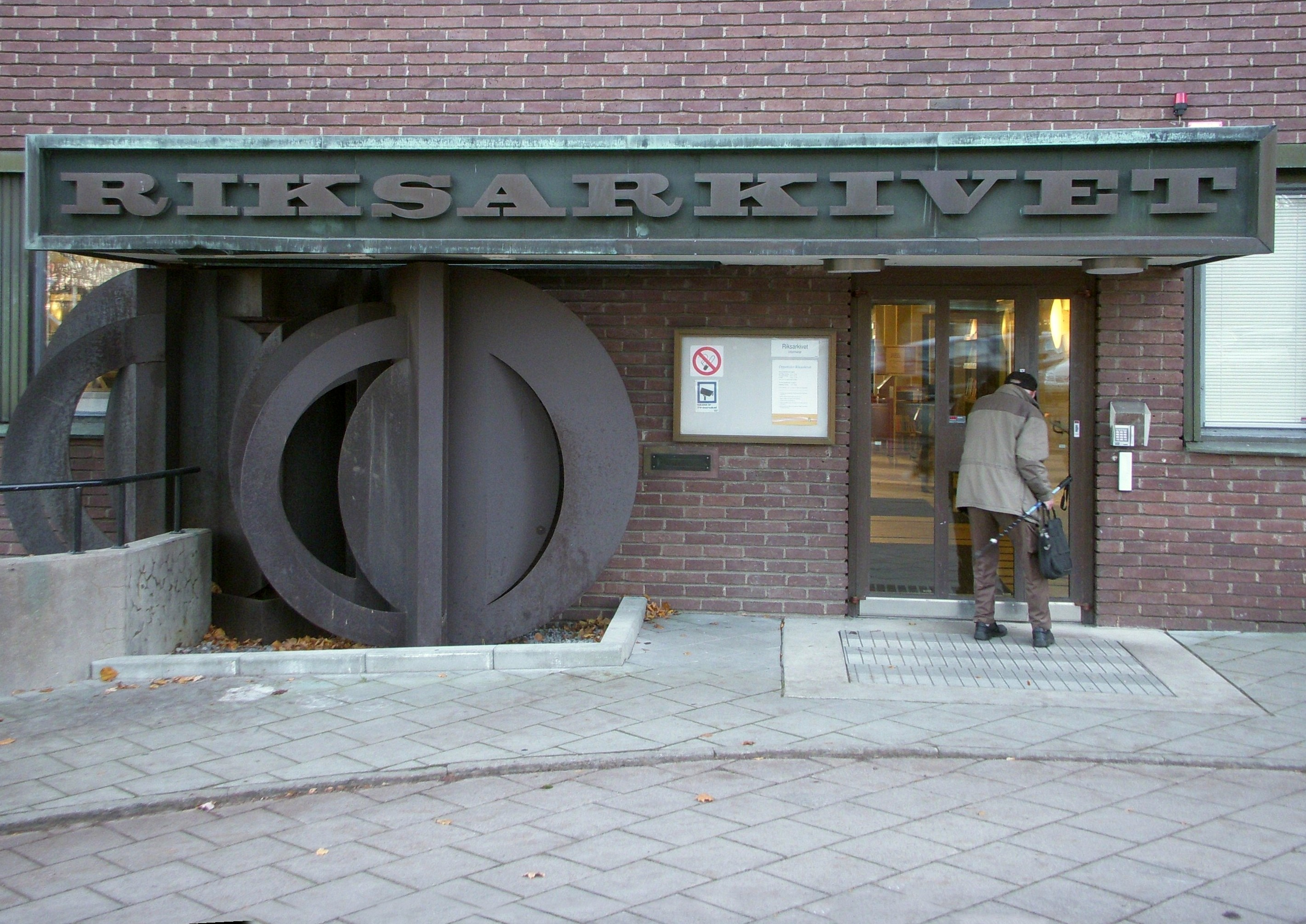
Vchod do hlavní budovy ve Stockholmu
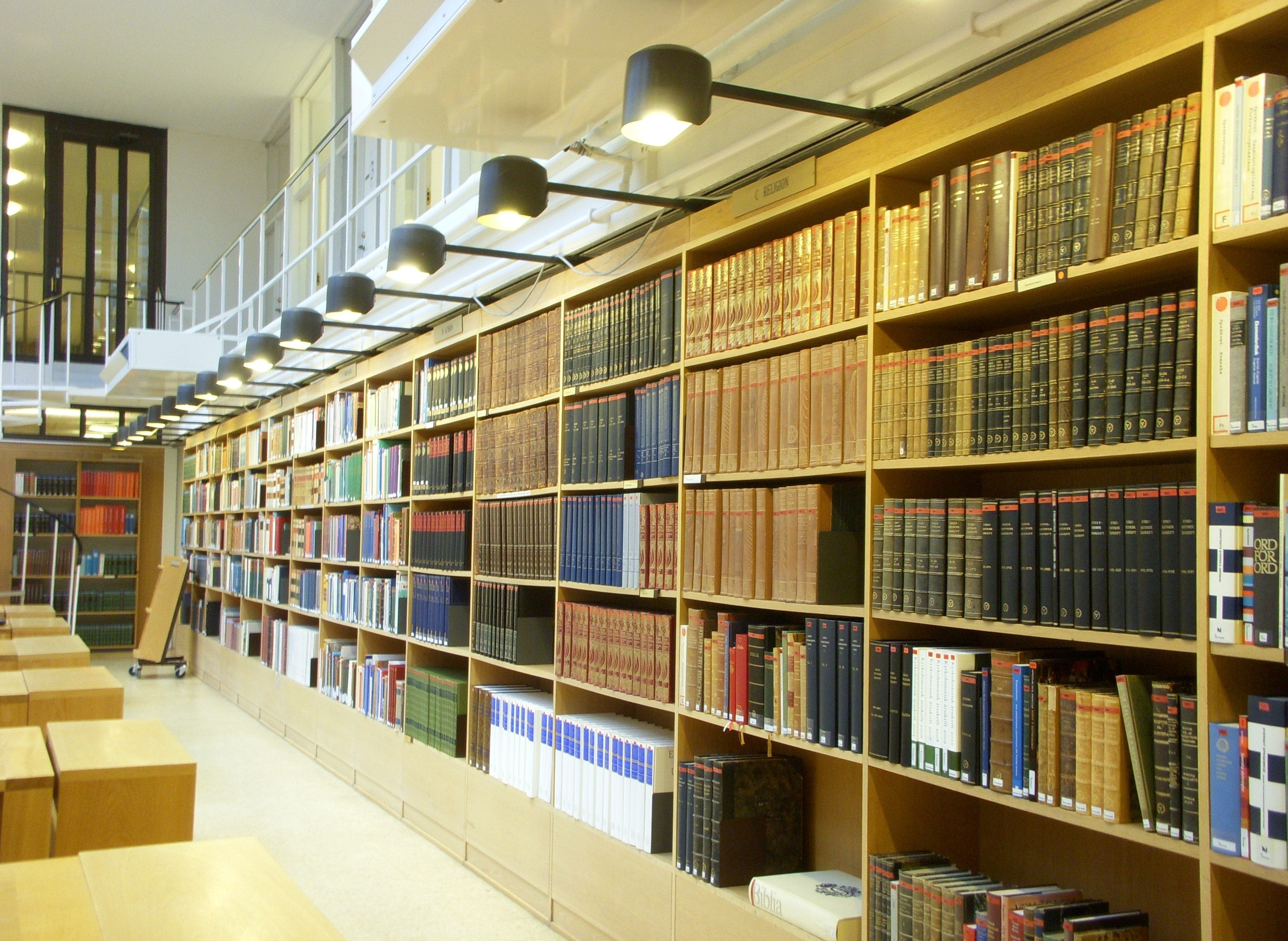
Badatelna v hlavní budově ve Stockholmu
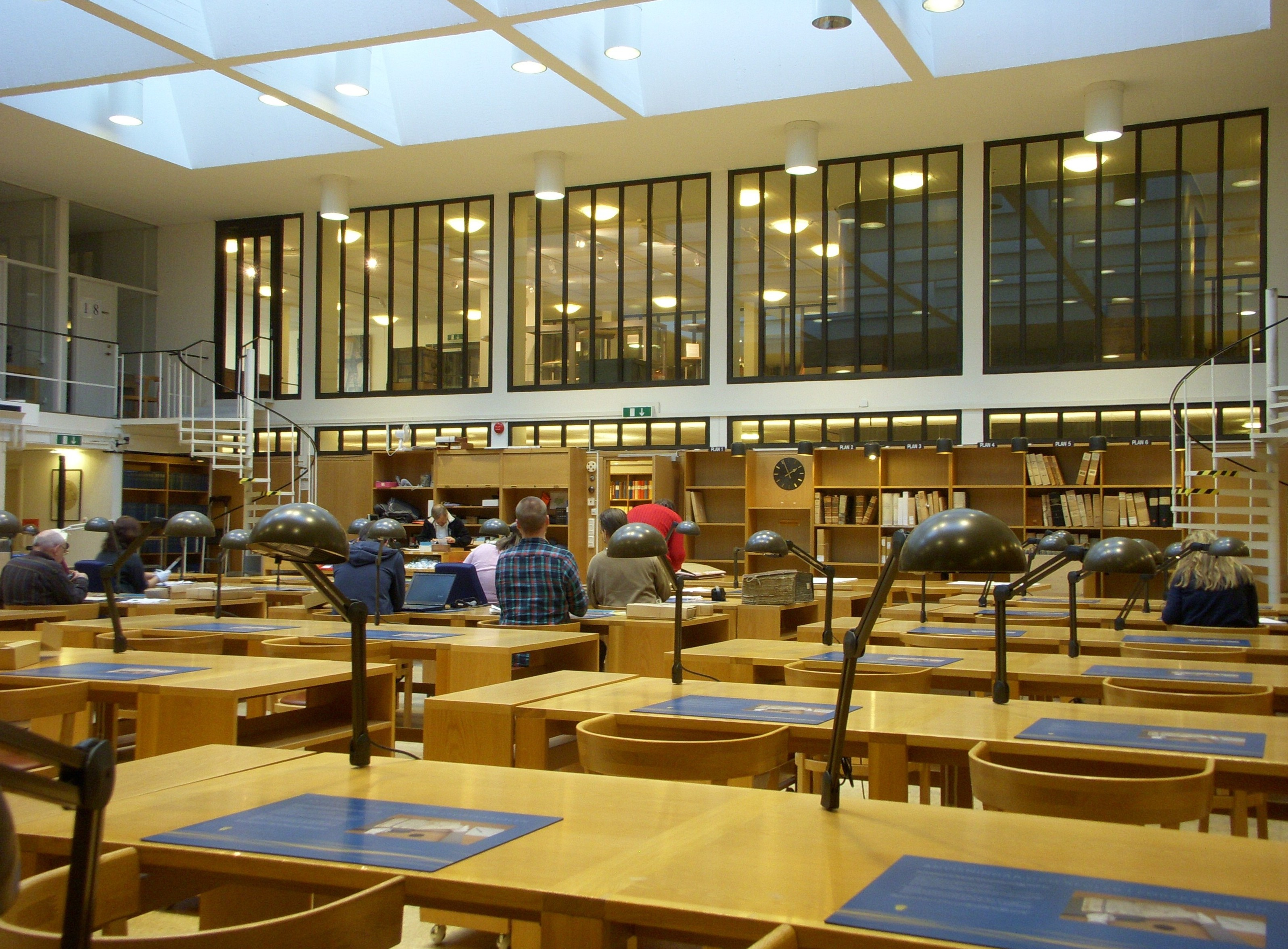
Badatelna v hlavní budově ve Stockholmu
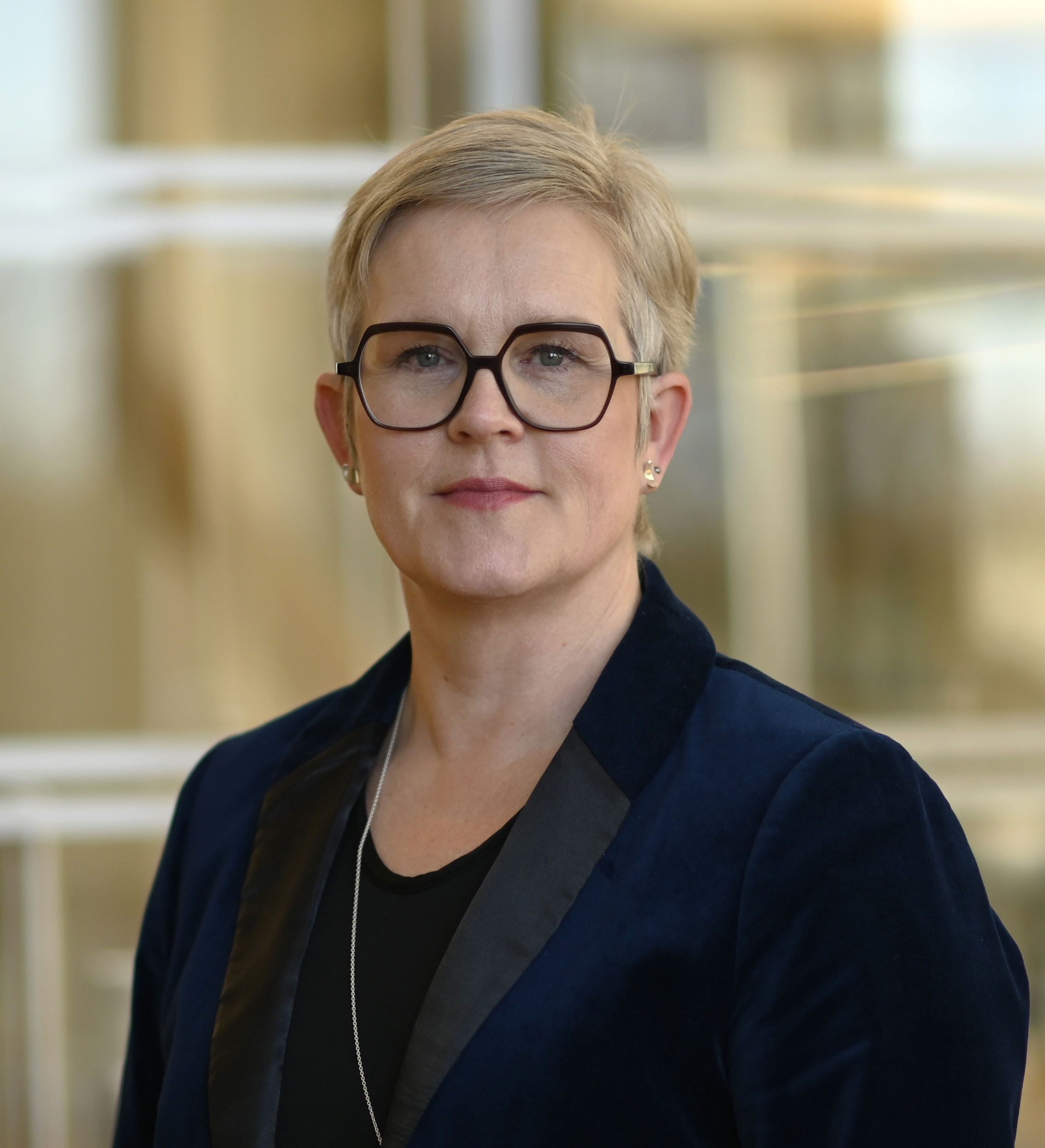
Národní archivářka Karin Åström Iko